# Spyridon Karaiskakis
Spyridon Karaiskakis, (in greco: Σπυρίδων Καραϊσκάκης) (Itaca, 1825 – Atene, 1899), è stato un generale e politico greco.
Era figlio del rivoluzionario Georgios Karaiskakis.

## Biografia
Nato nel 1825 a Kalamos, sull'isola di Itaca, era figlio di Georgios Karaiskakis, uno dei leader della guerra d'indipendenza greca, e di sua moglie Engolpia Skylodimou. Nel 1833, re Ottone di Grecia inviò sessanta orfani degli eroi della guerra d'indipendenza greca a Monaco di Baviera perché potessero ottenere gratuitamente la migliore istruzione. Tra questi vi era anche il giovane Karaiskakis che fece ritorno in Grecia dopo un solo anno e preferì frequentare gli istituti scolastici greci.

## La carriera politica e militare
Dopo il diploma, entrò nell'accademia militare ellenica nel 1842. Nel 1846, prese parte ad un'insurrezione nella stessa accademia, fatto che portò alla sua espulsione. Ad ogni modo, nel 1849 riuscì ad inserirsi nella Guardia di Montagna come sottotenente.

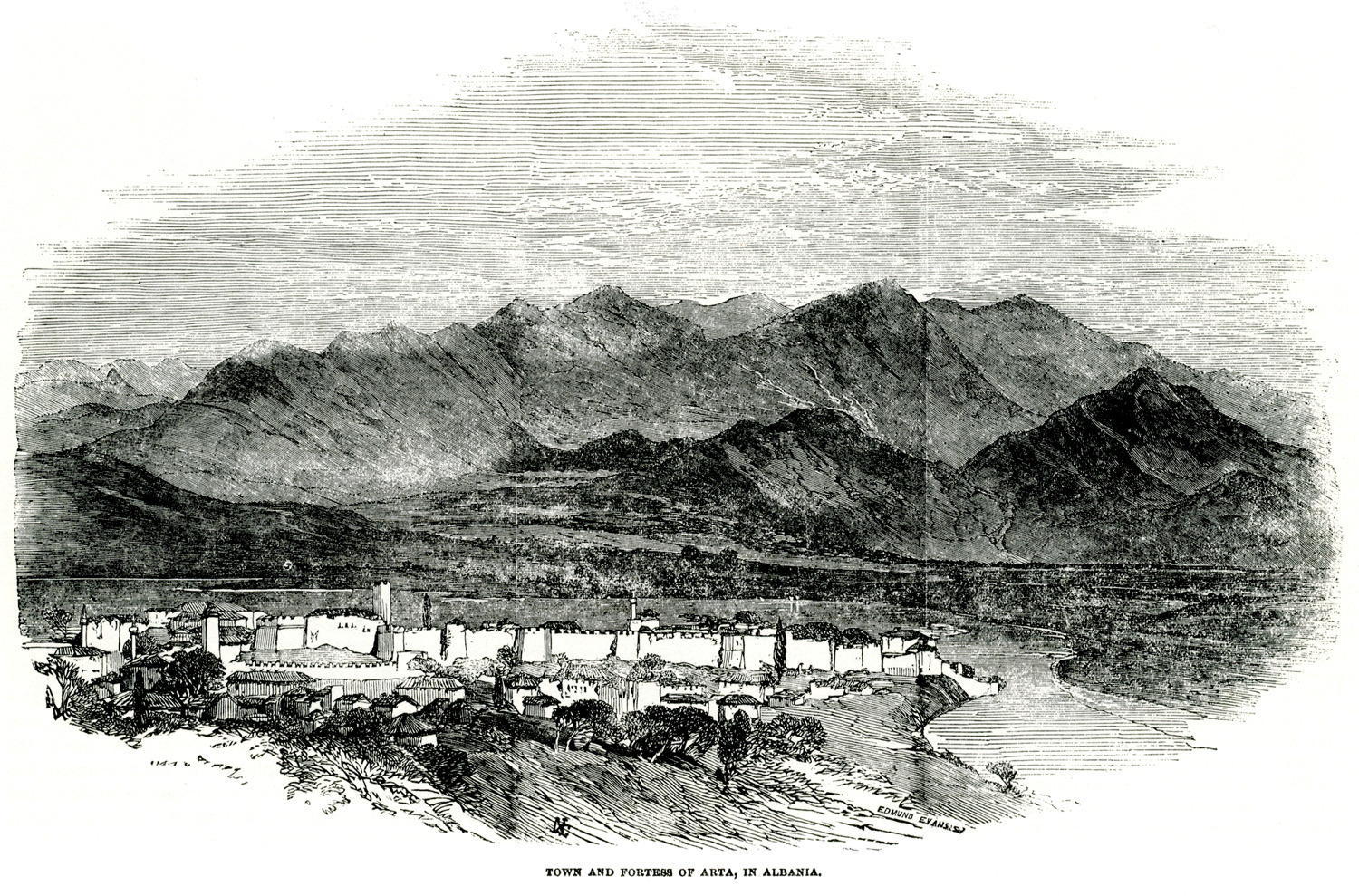
veduta di Arta nel 1854

Nel 1854, nel corso della guerra di Crimea, Karaiskakis lasciò il suo incarico nell'esercito ellenico per attraversare i territori ottomani ed unirsi alla rivolta anti-ottomana scoppiata in Epiro, guidando i ribelli all'assedio di Arta. Dopo la soppressione della rivolta, fece ritorno in Grecia. Promosso tenente, condusse una serie di operazioni militari e venne nominato aiutante di campo di re Ottone nel 1856. Promosso capitano nel 1859. Quando Ottone venne detronizzato nel 1862, Karaiskakis lo seguì in esilio a Monaco di Baviera.
Dopo l'elezione di re Giorgio I, tornò in Grecia e nel 1864 venne posto a capo della Guardia Nazionale di Atene. Nelle elezioni del 1865, venne prescelto quale membro del parlamento ellenico per la provincia di Valtos, rimanendo in carica sino al 1868. Nel 1875 venne nuovamente eletto per la costituente di Evrytania, incarico che mantenne sino al 1884. Durante questo periodo, fu inoltre ministro degli affari militari durante il governo di Alexandros Koumoundouros nel 1875, e quello di Charilaos Trikoupis nel 1878, 1880 e 1882.
Dopo le sue dimissioni nel 1884, venne nominato comandante della guarnigione militare di Corfù col rango di colonnello. Nel 1888 venne nominato comandante del quartier generale della terza armata di stanza ad Arta.
Si ritirò dal servizio attivo il 13 novembre 1896, col rango di tenente generale.

## Matrimonio e figli
Nel 1860, sposò l'unica figlia di Georgios Varvakis (figlio del ricco mercante e benefattore Ioannis Varvakis). La coppia ebbe un figlio, Georgios S. Karaiskakis.